# Kniva
Kniva (bl. 250) war ein Anführer der Goten, der die Römer in der Schlacht von Abrittus  schlug. Dabei kamen mit Decius und seinem Sohn Herennius zum ersten Mal römische Herrscher im Kampf gegen „Barbaren“ ums Leben.
Die Lebensdaten Knivas sind weitgehend unbekannt. Der romanisierte Gote Jordanes, der im 6. Jahrhundert schrieb, sieht in ihm den Nachfolger eines gewissen Ostrogotha, dessen Existenz aufgrund neu entdeckter historischer Fragmente inzwischen gesichert ist, mit dem er jedoch nicht verwandt war. Kniva wird außer bei Jordanes auch noch in erst vor wenigen Jahren entdeckten Fragmenten der sogenannten Scythica Vindobonensia erwähnt, die sehr wahrscheinlich zu den Skythika des Geschichtsschreibers Publius Herennius Dexippus gehören.
Wohl im Frühjahr 250 waren gotische Gruppen und verbündete Stämme, in griechischen Quellen als Skythai (Skythen) bezeichnet, unter ihrem Anführer Kniva über die Donau gesetzt und zu einem Raubzug in die Provinzen Moesia und Dakien eingefallen (siehe auch Reichskrise des 3. Jahrhunderts). Kaiser Decius und sein Sohn brachen daraufhin auf, um die Eindringlinge zurückzuwerfen. Es gelang ihnen, die Goten bei der Belagerung von Nikopolis an der Donau zu überraschen. Bei der Annäherung der Römer zog sich Kniva zurück, überquerte das Balkan-Gebirge und griff Philippopolis an. Decius folgte ihnen, aber eine schwere Niederlage bei Beroë machte es ihm unmöglich, Philippopolis zu retten, das in die Hand der Goten fiel, die die Stadt mit verheerender Grausamkeit behandelten.
Andererseits hatte die Belagerung von Philippopolis die Anzahl und Kräfte der Goten so erschöpft, dass Kniva anbot, seine Beute und seine Gefangenen unter der Bedingung freien Abzugs auszuliefern. Der Verteidiger der Stadt, Priscus, wurde zum Gegenkaiser ausgerufen. Decius, der hoffte, den Goten ihren Rückzug abzuschneiden, lehnte jegliche Verhandlungen ab. Kniva und seine Männer versuchten nun ohne Vereinbarung mit den Römern aber mit ihrer Beute ihr Land zu erreichen, sie wurden jedoch von der römischen Armee gestellt. Kniva, der offenbar ein erfahrener Heerführer war, teilte nun seine Truppen in kleinere und beweglichere Einheiten auf und begann damit, die Römer in ein Sumpfland zurückzudrängen. Im Sommer 251 trafen beide Armeen bei Abrittus (heute Rasgrad in Bulgarien), aufeinander. Sowohl Decius als auch Herennius fielen, was auf die Römer eine deutliche Schockwirkung hatte.
Einer der wesentlichen Gründe für die Niederlage der Römer war ein übereilter Angriff des Generals Trebonianus Gallus, der aber von dem Ausgang insofern profitierte, als er von den Soldaten zum Nachfolger des getöteten Kaisers ausgerufen wurde. Trebonianus handelte nun unter Kapitulationsbedingungen einen Vertrag mit den Goten aus, der ihnen die Mitnahme ihrer Beute und die Rückkehr in ihre Heimat erlaubte, ihnen aber auch einen jährlichen Tribut für die Respektierung der Grenzen des Römischen Reichs zusicherte.
Der spätantike Geschichtsschreiber Ammianus Marcellinus (31, 5, 12–17) bewertet den Vertrag als eine der ernstesten militärischen Niederlagen des Römischen Reichs, in einer Reihe mit Varus’ Niederlage in der Schlacht am Teutoburger Wald, dem Eindringen der Markomannen während der Regierungszeit von Mark Aurel und der Schlacht von Adrianopel im Jahr 378.
Bereits ein Jahr nach seinem Sieg forderte Kniva eine Erhöhung des Tributs, was ihm der neue niedermösische Statthalter und spätere Kaiser Aemilianus verweigerte. Es kam zum Krieg, in dessen Folge der Gotenherrscher 252 besiegt wurde.